# Gumani
|  | Per a altres significats, vegeu «Atrai». |

Gumani és un riu de Jharkhand a l'Índia. Neix a les muntanyes Rajmahal i corre en direcció nord-est cap a la vall de Barhait, o se li uneix el riu Moral, procedent de les muntanyes del nord. El riu unit corre llavors en direcció sud-est cap al pas de Ghatiari i finalment desaigua al riu Ganges prop de Mahadeo-nagar.